# Ламін Фомба
Ламін Фомба (фр. Lamine Fomba, нар. 26 січня 1998, Роні-су-Буа) — французький футболіст малійського походження, півзахисник швейцарського клубу «Серветт».

## Клубна кар'єра
Народився 26 січня 1998 року в місті Роні-су-Буа. Вихованець юнацьких команд футбольних клубів «Ред Стар» та «Осер». У дорослому футболі дебютував 2014 року виступами за команду «Осер 2», в якій провів п'ять сезонів, взявши участь у 38 матчах чемпіонату. 20 вересня 2016 року Фомба дебютував за першу команду «Осера» у грі проти «Аяччо» (0:2) у Лізі 2. Відіграв за команду з Осера наступні три сезони своєї ігрової кар'єри, зігравши 40 ігор в усіх турнірах.
Згодом з 2019 по 2023 рік грав у складі команди «Нім-Олімпік», після чого перейшов у «Сент-Етьєн», де провів ще два сезони.
25 липня 2025 року Фомба перейшов до швейцарського клубу «Серветт», уклавши трирічний контракт. Станом на 26 липня 2025 року відіграв за женевську команду 1 матч в національному чемпіонаті.

## Виступи за збірні
2015 року у складі юнацької збірної Франції (U-17) був учасником юнацького чемпіонату світу, зігравши два матчі

## Статистика виступів

### Статистика клубних виступів
| Сезон                   | Команда                 | Чемпіонат               | Чемпіонат | Чемпіонат | Національний кубок | Національний кубок | Національний кубок | Континентальні кубки | Континентальні кубки | Континентальні кубки | Інші змагання | Інші змагання | Інші змагання | Усього | Усього | Усього |
| Сезон                   | Команда                 | Ліга                    | Ігор      | Голів     | Ліга               | Ігор               | Голів              | Ліга                 | Ігор                 | Голів                | Ліга          | Ігор          | Голів         | Ігор   | Голів  |        |
| ----------------------- | ----------------------- | ----------------------- | --------- | --------- | ------------------ | ------------------ | ------------------ | -------------------- | -------------------- | -------------------- | ------------- | ------------- | ------------- | ------ | ------ | ------ |
| 2014–15                 | «Осер 2»                | ЧФА2                    | 2         | 0         |                    | -                  | -                  |                      | -                    | -                    |               | -             | -             | 2      | 0      |        |
| 2015–16                 | «Осер 2»                | ЧФА                     | 4         | 1         |                    | -                  | -                  |                      | -                    | -                    |               | -             | -             | 4      | 1      |        |
| 2016–17                 | «Осер 2»                | ЧФА                     | 7         | 1         |                    | -                  | -                  |                      | -                    | -                    |               | -             | -             | 7      | 1      |        |
| 2017–18                 | «Осер 2»                | Н3                      | 20        | 2         |                    | -                  | -                  |                      | -                    | -                    |               | -             | -             | 20     | 2      |        |
| 2018–19                 | «Осер 2»                | Н3                      | 5         | 0         |                    | -                  | -                  |                      | -                    | -                    |               | -             | -             | 5      | 0      |        |
| Усього за «Осер 2»      | Усього за «Осер 2»      | Усього за «Осер 2»      | 38        | 4         |                    | -                  | -                  |                      | -                    | -                    |               | -             | -             | 38     | 4      |        |
| 2016–17                 | «Осер»                  | Л2                      | 2         | 0         | КФ+КЛ              | 0+0                | 0                  |                      | -                    | -                    |               | -             | -             | 2      | 0      |        |
| 2017–18                 | «Осер»                  | Л2                      | 6         | 0         | КФ+КЛ              | 0+0                | 0                  |                      | -                    | -                    |               | -             | -             | 6      | 0      |        |
| 2018–19                 | «Осер»                  | Л2                      | 28        | 3         | КФ+КЛ              | 1+1                | 0                  |                      | -                    | -                    |               | -             | -             | 30     | 3      |        |
| серп. 2019              | «Осер»                  | Л2                      | 2         | 0         | КФ+КЛ              | 0+0                | 0                  |                      | -                    | -                    |               | -             | -             | 2      | 0      |        |
| Усього за «Осер»        | Усього за «Осер»        | Усього за «Осер»        | 38        | 3         |                    | 2                  | 0                  |                      | -                    | -                    |               | -             | -             | 40     | 3      |        |
| 2019–20                 | «Нім-Олімпік»           | Л1                      | 20        | 0         | КФ                 | 1                  | 0                  |                      | -                    | -                    |               | -             | -             | 21     | 0      |        |
| 2020–21                 | «Нім-Олімпік»           | Л1                      | 32        | 1         | КФ                 | 1                  | 0                  |                      | -                    | -                    |               | -             | -             | 33     | 1      |        |
| 2021–22                 | «Нім-Олімпік»           | Л2                      | 34        | 2         | КФ                 | 2                  | 0                  |                      | -                    | -                    |               | -             | -             | 36     | 2      |        |
| 2022-січ. 2023          | «Нім-Олімпік»           | Л2                      | 18        | 1         | КФ                 | 2                  | 0                  |                      | -                    | -                    |               | -             | -             | 20     | 1      |        |
| Усього за «Нім-Олімпік» | Усього за «Нім-Олімпік» | Усього за «Нім-Олімпік» | 104       | 4         |                    | 6                  | 0                  |                      | -                    | -                    |               | -             | -             | 110    | 4      |        |
| січ.-черв. 2023         | «Сент-Етьєн»            | Л2                      | 16        | 0         | КФ                 | 0                  | 0                  |                      | -                    | -                    |               | -             | -             | 16     | 0      |        |
| 2023–24                 | «Сент-Етьєн»            | Л2                      | 28+2      | 0         | КФ                 | 2                  | 0                  |                      | -                    | -                    |               | -             | -             | 32     | 0      |        |
| 2024–25                 | «Сент-Етьєн» 2          | Н3                      | 3         | 0         |                    | -                  | -                  |                      | -                    | -                    |               | -             | -             | 3      | 0      |        |
| 2024–25                 | «Сент-Етьєн»            | Л1                      | 7         | 0         | КФ                 | 0                  | 0                  |                      | -                    | -                    |               | -             | -             | 7      | 0      |        |
| Усього за «Сент-Етьєн»  | Усього за «Сент-Етьєн»  | Усього за «Сент-Етьєн»  | 53        | 0         |                    | 2                  | 0                  |                      | -                    | -                    |               | -             | -             | 55     | 0      |        |
| 2025–26                 | «Серветт»               | СЛ                      | 1         | 0         | КШ                 | 0                  | 0                  | ЛЄ                   | 0                    | 0                    | -             | -             | -             | 1      | 0      |        |
| Усього за кар'єру       | Усього за кар'єру       | Усього за кар'єру       | 237       | 11        |                    | 10                 | 0                  |                      | -                    | -                    |               | -             | -             | 247    | 11     |        |